# Lijst van oorlogsmonumenten op Texel
De Nederlandse gemeente Texel heeft 14 oorlogsmonumenten. Hieronder een overzicht.
| Nr.  | Object                                                                          | Herdachte groep                | Ontwerper                                                   | Onthulling        | Type                                                    | Locatie | Plaats       | Coördinaten                  | Foto                                         |
| ---- | ------------------------------------------------------------------------------- | ------------------------------ | ----------------------------------------------------------- | ----------------- | ------------------------------------------------------- | --- | ------------ | ---------------------------- | -------------------------------------------- |
| 1016 | Vrijheidsbeeld. Verplaatst naar Luchtvaart- en Oorlogsmuseum Texel. Postweg 126 | overig                         | G. Djapavidtsje (ontwerper) Nodar Kvateladsje (beeldhouwer) | 5 mei 1981        | beeld/sculptuur                                         | De Brink 29, 1796 AH                                                                                                   | De Koog.     | 53° 5' 49" NB, 4° 45' 38" OL | Meer afbeeldingen                            |
| 1017 | Monument bij de Joost Dourleinkazerne                                           | burgerslachtoffers, overig     | Renske Winters                                              |                   | plaquette                                               | Mokweg 18, 1797 SB | Den Hoorn    | 53° 0' 49" NB, 4° 44' 53" OL | Meer afbeeldingen                            |
| 1018 | Monument Dwangarbeiders                                                         | burgerslachtoffers             |                                                             | 12 september 1996 | boom                                                    | Postweg 120, 1795 JS                                                                                                   | De Cocksdorp | 53° 7' 2" NB, 4° 49' 32" OL  | Monument Dwangarbeiders                      |
| 1019 | Brits ereveld                                                                   | geallieerde militairen         | Sir Reginald Blomfield (ontwerp Offerkruis)                 | 1955              | begraafplaats/graf                                      | Kogerstraat, 1791 | Den Burg     | 53° 3' 29" NB, 4° 47' 35" OL | Brits ereveld                                |
| 1020 | Het verhaal achter de grafsteen                                                 | geallieerde militairen         | Bram van Dijk (boek) Gemeente Texel (prieel)                |                   | overig                                                  | Kogerstraat, 1791 | Den Burg     | 53° 3' 29" NB, 4° 47' 35" OL | Het verhaal achter de grafsteen              |
| 1021 | Levensboom                                                                      | burgerslachtoffers             | Georgi Otchiauri Tia Draparidze Zurab Sakvarelidze          | 4 mei 1975        | beeld/sculptuur                                         | Kogerstraat, 1791 | Den Burg     | 53° 3' 29" NB, 4° 47' 35" OL | Meer afbeeldingen                            |
| 1022 | Gedenkraam in de R.K. kerk Johannes de Doper                                    | overig                         | H. Moerkerk (ontwerp) Willem Bogtman (uitvoering)           | 24 juni 1947      | glas-in-lood                                            | Molenstraat 36, 1791 DL                                                                                                | Den Burg     | 53° 3' 15" NB, 4° 47' 44" OL | Gedenkraam in de R.K. kerk Johannes de Doper |
| 1023 | Lancastermonument                                                               | geallieerde militairen         |                                                             | 4 mei 1984        | houten frame met propeller.                             | Lancasterdijk bij de IJzeren Kaap                                                                                      | Oosterend    | 53° 4' 52" NB, 4° 53' 52" OL | Meer afbeeldingen                            |
| 1024 | De Goede Herder                                                                 | burgerslachtoffers             | Mari Andriessen (1897-1979) Theo Mulder                     | 4 mei 1961        | beeld/sculptuur                                         | Kogerstraat, 1791 EN                                                                                                   | Den Burg     | 53° 3' 29" NB, 4° 47' 35" OL | De Goede Herder                              |
| 1025 | Monument bij VV Texel '94                                                       | burgerslachtoffers             |                                                             |                   | plaquette                                               | Haffelderweg 46, 1791 AS                                                                                               | Den Burg     | 53° 2' 60" NB, 4° 48' 0" OL  | Monument bij VV Texel '94                    |
| 1026 | Georgische begraafplaats 'Loladse'                                              | Georgische militairen          | Nodaz Mgaloblisjwilli (hekwerk)                             | 1 juni 1945       | begraafplaats/graf                                      | Zuid Haffel 47-49, 1791                                                                                                | Oudeschild   | 53° 2' 25" NB, 4° 48' 45" OL | Meer afbeeldingen                            |
| 2163 | Monument voor Geallieerde Vliegers                                              | geallieerde militairen         |                                                             | 2003              | gedenksteen/negen zwerfkeien verspreid over het eiland. | Pontweg, Mokweg, Watermolenweg, Hemmerkooi, Fonteinsnol, NH Kerk Oudeschild, Polder Zandkes, Dijk achter Oost, Krimweg | Texel        | 53° 0' 14" NB, 4° 45' 14" OL | Meer afbeeldingen                            |
| 2379 | Herinneringsplaquette                                                           | geallieerde militairen, overig |                                                             |                   | plaquette                                               | Haven 2, 1792 AE | Oudeschild   | 53° 2' 20" NB, 4° 51' 5" OL  | Herinneringsplaquette                        |
|      | Liberation Route Marker 664                                                     | geallieerde militairen         |                                                             |                   | plaquette op lessenaar                                  | Postweg 126 (luchtvaart- en oorlogsmuseum)                                                                             | De Cocksdorp | 53° 7' 5" NB, 4° 49' 37" OL  | Liberation Route Marker 664                  |

Aalsmeer ·
Alkmaar ·
Amstelveen ·
Amsterdam ·
Bergen ·
Beverwijk ·
Blaricum ·
Bloemendaal ·
Castricum ·
Den Helder ·
Diemen ·
Dijk en Waard ·
Drechterland ·
Edam-Volendam ·
Enkhuizen ·
Gooise Meren ·
Haarlem ·
Haarlemmermeer ·
Heemskerk ·
Heemstede ·
Heiloo ·
Hilversum ·
Hollands Kroon ·
Hoorn ·
Huizen ·
Koggenland ·
Landsmeer ·
Laren ·
Medemblik ·
Oostzaan ·
Opmeer ·
Ouder-Amstel ·
Purmerend ·
Schagen ·
Stede Broec ·
Texel ·
Uitgeest ·
Uithoorn ·
Velsen ·
Waterland ·
Weesp ·
Wijdemeren ·
Wormerland ·
Zaanstad ·
Zandvoort